# Волунтари (футбольный клуб)
«Волунтари» (рум. FC Voluntari) — румынский футбольный клуб из города Волунтари, жудец Илфов. Основан в 2010 году. Домашние матчи проводит на стадионе «Ангел Йордэнеску», вмещающем порядка 4 600 зрителей. Действующий участник Лиги I, высшего дивизиона чемпионата Румынии по футболу.

## История

### Первые годы
Сезон 2012/13 в Лиге IV, четвёртом по силе дивизионе чемпионата Румынии, «Волунтари» завершил на втором месте и получил продвижение в Лигу III.
В сезоне 2013/14 «Волунтари» сходу занял первое место по итогам регулярного первенства, а затем победил в турнире плей-офф и поднялся в Лигу II, второй по значимости дивизион чемпионата страны.

### Выход в Лигу I
В сезоне 2014/15 «Волунтари» вновь с первой попытки выиграл регулярный турнир чемпионата. Таким образом, с первого места клуб вышел в плей-офф Лиги II, где за явным преимуществом выиграл турнир. За три года участия в низших дивизионах страны «Волунтари» проделал путь из четвёртого по силе дивизиона в высшую лигу чемпионата Румынии, ни разу не задерживаясь в одной лиге более одного сезона.
В сезоне 2015/16 «Волунтари» свой первый матч в Лиге I завершил вничью против клуба «КСМС Яссы». Сезон команда завершила на 12-м месте, в шаге от зоны прямого вылета. По итогам плей-офф клуб остался на 12-м месте.
За право остаться в Лиге I «Волунтари» предстоял двухматчевый поединок с лучшей второй командой Лиги II клубом «УТА Арад». 8 июня 2016 года в домашнем матче «Волунтари» одержал победу 3:0. Поражение в гостях с минимальным счетом позволило клубу сохранить прописку в высшей лиге.
С такими опытными игроками в составе, как Василе Мафтей, Флорин Чернат и Лауренциу Маринеску, «Волунтари» улучшил свои показатели в сезоне 2016/17, заняв 9-е место и избежав второй борьбы за вылет.
27 мая 2017 года на стадионе «Илие Оанэ» в городе Плоешти в рамках финала кубка Румынии «Волунтари» взял верх над клубом «Астра Джурджу» в серии послематчевых пенальти, что стало историческим достижением для команды.

## Эмблема

2010—2019
2019—2021
2021—н. в.

## Достижения
Лига II
- Победитель (1): 2014/15

Лига III
- Победитель (1): 2013/14

Кубок Румынии
- Обладатель (1): 2016/17
- Финалист (1): 2021/22

Суперкубок Румынии
- Обладатель (1): 2017

## Статистика выступлений с сезона 2013/2014
| Сезон   | Ранг | Турнир   | Место | И  | В  | Н | П  | ГЗ | ГП | Очки | Кубок       |
| ------- | ---- | -------- | ----- | -- | -- | - | -- | -- | -- | ---- | ----------- |
| 2013/14 | 3    | Лига III | 1     | 20 | 14 | 3 | 3  | 38 | 15 | 45*  | 1/32 финала |
| 2014/15 | 2    | Лига II  | 1     | 32 | 25 | 4 | 3  | 81 | 28 | 79   | 1/32 финала |
| 2015/16 | 1    | Лига I   | 12    | 26 | 5  | 9 | 12 | 28 | 42 | 24   | 1/16 финала |
| 2015/16 | 1    | Лига I   | 12    | 14 | 5  | 2 | 7  | 19 | 20 | 29   | 1/16 финала |
| 2016/17 | 1    | Лига I   | 9     | 26 | 8  | 6 | 12 | 30 | 37 | 30   | Победитель  |
| 2016/17 | 1    | Лига I   | 9     | 14 | 6  | 4 | 4  | 17 | 16 | 37   | Победитель  |
| 2017/18 | 1    | Лига I   | 12    | 26 | 7  | 7 | 12 | 25 | 35 | 28   | 1/16 финала |
| 2017/18 | 1    | Лига I   | 12    | 14 | 3  | 4 | 7  | 16 | 22 | 27   | 1/16 финала |
| 2018/19 | 1    | Лига I   | 11    | 26 | 4  | 9 | 13 | 30 | 46 | 21   | 1/8 финала  |
| 2018/19 | 1    | Лига I   | 11    | 14 | 5  | 5 | 4  | 14 | 16 | 31   | 1/8 финала  |
| 2019/20 | 1    | Лига I   | 11    | 26 | 5  | 5 | 16 | 22 | 45 | 20   | 1/8 финала  |
| 2019/20 | 1    | Лига I   | 11    | 14 | 6  | 3 | 5  | 16 | 12 | 31   | 1/8 финала  |
| 2020/21 | 1    | Лига I   | 13    | 30 | 8  | 8 | 14 | 32 | 40 | 32   | 1/16 финала |
| 2020/21 | 1    | Лига I   | 13    | 9  | 3  | 3 | 3  | 6  | 7  | 28   | 1/16 финала |
| 2021/22 | 1    | Лига I   | 4     | 30 | 13 | 8 | 9  | 31 | 27 | 47   | Финалист    |
| 2021/22 | 1    | Лига I   | 4     | 10 | 3  | 2 | 5  | 9  | 14 | 35   | Финалист    |

- По итогам плей-офф.

## Тренеры клуба
- Ромиче Бунича (июль 2010—июнь 2011)
- Богдан Андоне (июль 2011—октябрь 2012)
- Ромиче Бунича (октябрь 2012—июль 2013)
- Адриан Йенчи (июль 2013—июнь 2014)
- Илие Поенару (июнь 2014—июнь 2015)
- Богдан Винтиля (июль 2015—14 августа 2015)
- Флавиус Стойкан (15 августа 2015—24 сентября 2015)
- Мирча Радулеску (24 сентября 2015—8 октября 2015)
- Георге Мултеску (8 октября 2015—22 января 2016)
- Йонел Ганя (24 января 2016—25 апреля 2016)
- Сорин Попеску (27 апреля 2016—12 июня 2016)
- Флорин Марин (12 июня 2016—10 марта 2017)
- Дину Тодоран (10 марта 2017—2 апреля 2017)
- Клаудио Никулеску (3 апреля 2017—14 апреля 2018)
- Адриан Муту (14 апреля 2018—14 июня 2018)
- Даниэл Оприца (21 июня 2018—21 августа 2018)
- Дину Тодоран (25 августа 2018—7 ноября 2018)
- Криштиану Бергоди (8 ноября 2018—6 января 2020)
- Михай Тежа (8 января 2020—28 декабря 2020)
- Богдан Андоне (29 декабря 2020—6 мая 2021)
- Ливиу Чоботариу (с 7 мая 2021)